# Проспект Авиаконструкторов
Проспе́кт Авиаконстру́кторов — проспект в Приморском районе Санкт-Петербурга. Проходит от улицы Ильюшина до реки Каменки (фактически до Плесецкой улицы), продолжая Стародеревенскую улицу.

## История
Название присвоено 9 марта 1987 года. Оно, как указано в решении, дано «в честь русских авиаконструкторов отечественных самолетов» — в ряду других улиц этого района, названия которых посвящены теме отечественной авиации и космонавтики.
Первоначально проходит от улицы Ильюшина до улицы Шаврова, примерно с 1993 года — до Шуваловского проспекта. 29 апреля 1994 года юридически был удлинен до Глухарской улицы, 31 января 2017 года — до реки Каменки. Когда фактически был проложен участок от Шуваловского проспекта до Глухарской улицы, неизвестно. В 2022 году было открыто движение по участку от Глухарской до Плесецкой улицы (первое время для двухстороннего движения использовалась северная проезжая часть, а в 2023 году, когда завершилось строительство канализационной сети, открылась южная проезжая часть).
В 2023 году стало известно, что Смольный намерен построить 600-метровый участок проспекта Авиаконструкторов от Верхне-Каменской улицы за Арцеуловскую аллею в сторону реки Каменки.
На всём протяжении проспект делится 15-метровым разделительным газоном. В 1988 году на нем на участке от улицы Ильюшина до Долгоозёрной улицы была проложена трамвайная линия, в 1990 году она была удлинена до улицы Шаврова. В 2004 году при строительстве ПТО «Шаврова» заезд к конечной станции был перенесён ближе к Шуваловскому проспекту. Планируется устроить трамвайную линию и на остальной части проспекта Авиаконструкторов, поэтому при строительстве новых участков предусматривается 15-метровый газон.

## Пересекает следующие улицы и проспекты
1. улица Ильюшина
2. Долгоозёрная улица
3. улица Шаврова
4. Шуваловский проспект
5. Глухарская улица

## Транспорт
- Автобусные маршруты № 79, 85, 170, 171, 172, 182, 258
- Трамвайные маршруты № 18, 47, 55
- Троллейбусный маршрут № 50